# Gautam Buddha International Airport

i8
i11
i13
Der Flughafen Siddharthanagar (englisch Gautam Buddha International Airport oder auch Bhairahawa Airport, IATA: BWA, ICAO: VNBW) in Siddharthanagar ist neben dem Flughafen Kathmandu seit 2022 Nepals zweiter internationaler Verkehrsflughafen.
Der Flughafen existiert seit 1958 und wurde bis April 2022 nur für Inlandsflüge genutzt. Laut Aussagen des Betreibers und der Nepalesischen Regierung wurde der Flughafen ausgebaut, um die Touristenströme vor allem aus Südasien, die Gautama Buddhas Geburtsort Lumbini zum Ziel haben, besser kanalisieren zu können. Offiziell als internationaler Flughafen eröffnet wurde er am 17. Mai 2022.
Bisher (November 2022) wird der Flugplatz dreimal in der Woche von Jazeera Airways von Kuwait City aus über Doha (Katar) angeflogen.